# Халдеев, Дмитрий Александрович
Дми́трий Алекса́ндрович Халде́ев (род. 3 апреля 1999, Новокуйбышевск, Самарская область) — российский профессиональный баскетболист, играющий на позиции центрового.

## Карьера
Халдеев воспитанник новокуйбышевского БК «Олимп», первый тренер — Алексей Альбертович Солдатёнков. С 2015 года Дмитрий выступает за команды баскетбольного клуба «Самара». Он дважды становился призёром ДЮБЛ, а также серебряным и бронзовым призёром Единой молодёжной лиги ВТБ. В сезоне 2016/2017 Дмитрий был включён в символическую пятёрку Финального турнира первенства ДЮБЛ, как «Лучший центровой».
В январе 2017 года Халдеев был приглашён в состав ЦСКА-ДЮБЛ для участия в отборочном турнире молодёжной Евролиги, проходившем в Каунасе.
В декабре 2017 года Халдеев был признан «Самым ценным игроком» Единой молодёжной лиги ВТБ по итогам месяца. В 4 играх Дмитрий в среднем набирал 23,0 очка, 12,5 подбора, 1,3 передачи, 1,5 блок-шота, 2,0 перехвата и 31,3 балла за эффективность.
8 января 2018 года Халдеев дебютировал за основную команду «Самары». В матче Суперлиги-1 против «Рязани» Дмитрий провёл ровно 3 минуты и полезными действиями в протоколе отметиться не успел. Первые очки составе самарского клуба Дмитрий набрал в своей третьей игре, отметившись в матче с «Химками-Подмосковье» (87:53) дабл-даблом (11 очков и 10 подборов).
24 января 2018 года стал известен состав сборной Единой молодёжной лиги ВТБ на «Матч молодых звёзд». По итогам голосования тренеров команд-участниц молодёжной Лиги Халдеев попал в состав команды. В этом матче он провёл на площадке 17 минут, за которые набрал 4 очка и 6 подборов.
По итогам регулярного сезона Единой молодёжной лиги ВТБ 2017/2018 Халдеев был признан «Самым ценным игроком» и включён в символическую пятёрку. Проведя 36 матчей, Дмитрий в среднем за игру набирал 16,1 очка, 9,0 подбора, 1,4 передачи и 19,4 балла за эффективность.
В январе 2019 года Халдеев во второй раз был признан «Самым ценным игроком» Единой молодёжной лиги ВТБ по итогам месяца. В 7 играх Дмитрий в среднем набирал 14,4 очка, 7,9 подбора, 1,1 передачи и 16,4 балла за эффективность.
В сезоне 2018/2019 Халдеев вновь вошёл в символическую пятёрку регулярного сезона Единой молодёжной лиги ВТБ. В 27 матчах его статистика составила 14,3 очка, 8,4 подбора, 1,6 передачи и 16,7 балла за эффективность. По итогам турнира Дмитрий во второй раз стал бронзовым призёром молодёжной Лиги, а также вошёл в символическую пятёрку «Финала восьми».
Летом 2019 года Халдеев перешёл в ЦСКА-2. В 24 матчах Суперлиги-1 и Кубка России Дмитрий в среднем набирал 4,2 очка и 2,2 подбора.
Сезон 2020/2021 Халдеев начинал в «Самаре», за которую успел провести 1 игру.
В ноябре 2020 года Халдеев покинул самарский клуб и перешёл в «Уралмаш», с которым стал серебряным призёром Суперлиги-1.
В июле 2021 года Халдеев стал игроком «Чебоксарских ястребов».
Летом 2022 года Халдеев продолжил карьеру в «Зените-2».
В августе 2023 года Халдеев подписал 4-летний контракт с «Автодором».
В июне 2025 года Халдеев перешёл в «Енисей»на правах аренды.

## Сборная России
В мае 2019 года Халдеев был вызван в молодёжную сборную России (до 20 лет) для подготовки к чемпионату Европы U20 в дивизионе «B». По итогам тренировочных сборов и международных турниров в Македонии и Нижнем Новгороде, Дмитрий вошёл в окончательную заявку молодёжной сборной России для участия в турнире. Заняв 4 место, игрокам сборной не удалось выполнить задачу по возвращению команды в дивизион А: в матче за 3 место сборная России уступила Бельгии (80:88).
В феврале 2025 года Халдеев принял участие в учебно-тренировочном сборе сборной России.

## Достижения
- Чемпион Суперлиги-1 дивизион: 2018/2019
- Серебряный призёр Суперлиги-1 дивизион: 2020/2021
- Серебряный призёр Единой молодёжной лиги ВТБ: 2017/2018
- Бронзовый призёр Единой молодёжной лиги ВТБ (2): 2016/2017, 2018/2019
- Серебряный призёр ДЮБЛ: 2016/2017
- Бронзовый призёр ДЮБЛ: 2015/2016